# LXIVe législature du Congrès de l'Union du Mexique
La LXIVe législature du Congrès de l'Union est un cycle parlementaire qui s'ouvre le 1er septembre 2018, à la suite des élections fédérales de 2018. Le parti du président Andrés Manuel López Obrador, le Mouvement de régénération nationale (MORENA), détient la majorité absolue à la Chambre des députés et une majorité relative au Sénat de la République.
Les députés sont élus pour une seule législature du Congrès (3 ans), tandis que les sénateurs sont élus pour deux législatures (6 ans).
Cette législature est la première depuis les élections fédérales de 1997 (es) et la LVIIe législature (es), à voir un parti bénéficier d'une claire majorité absolue à la Chambre des députés. De plus, la coalition Ensemble nous ferons l'Histoire (formée par MORENA, le PES et le PT) jouit d'une majorité absolue dans les deux chambres, phénomène que ne s'est pas produit depuis la LVIe législature (es).

## Sénat de la République
Les membres du Sénat de la République sont élus pour deux législatures, soit une période de six ans. Ils y en a trois par État et pour la Ville de Mexico, ainsi que 32 choisis au niveau national, ce qui fait un total de 128 sénateurs. À la suite de leur mandat, ils peuvent être réélus pour une nouvelle période de six ans.

### Nombre de sénateurs par parti politique
| Parti                                                          | Parti                                | Sénateurs Majorité relative | Sénateurs Première minorité | Sénateurs Représentation proportionnelle | Total |
| -------------------------------------------------------------- | ------------------------------------ | --------------------------- | --------------------------- | ---------------------------------------- | ----- |
|                                                                | Parti action nationale               | 7                           | 10                          | 6                                        | 23    |
|                                                                | Parti révolutionnaire institutionnel | 1                           | 6                           | 6                                        | 13    |
|                                                                | Parti de la révolution démocratique  | 1                           | 5                           | 2                                        | 8     |
|                                                                | Parti du Travail                     | 5                           | 0                           | 1                                        | 6     |
|                                                                | Parti vert écologiste du Mexique     | 1                           | 4                           | 2                                        | 7     |
|                                                                | Mouvement Citoyen                    | 4                           | 1                           | 2                                        | 7     |
|                                                                | Mouvement de régénération nationale  | 38                          | 4                           | 13                                       | 55    |
|                                                                | Parti de la Réunion sociale          | 7                           | 1                           | 0                                        | 8     |
|                                                                | Sans parti                           | 0                           | 1                           | 0                                        | 1     |
| Total                                                          | Total                                | 64                          | 32                          | 32                                       | 128   |
| Sources : Institut national électoral. Sénat de la République. |                                      |                             |                             |                                          |       |

### Présidents du Sénat
- (2018 - 2019) : Martí Batres Guadarrama (es)[3] (Morena)
- (2019 - 2020) : Mónica Fernández Balboa (Morena)
- (2020 - 2022) : Eduardo Ramírez Aguilar (Morena)

### Coordinateurs parlementaires
Les coordinateurs président les groupes parlementaires.
- Parti action nationale :
  - (2018) : Damián Zepeda Vidales[4],[5]
  - (2018) : Rafael Moreno Valle[6]
  - (2018-) : Mauricio Kuri González
- Parti révolutionnaire institutionnel :
  - (2018 - ) : Miguel Ángel Osorio Chong[7]
- Parti de la révolution démocratique :
  - (2018 - ) : Miguel Ángel Mancera[8]
- Parti du travail :
  - (2018 - 2019) : Alejandro González Yáñez[9]
  - (2019 - ) : Geovanna Bañuelos de la Torre
- Parti vert écologiste du Mexique :
  - (2018) : Manuel Velasco Coello[10]
  - (2018 - ) : Raúl Bolaños Cacho Cué
- Mouvement citoyen :
  - (2018 - ) : Dante Delgado Rannauro[11]
- Mouvement de régénération nationale :
  - (2018 - 2023) : Ricardo Monreal Ávila[12]
  - (2023 - ) : Eduardo Ramírez Aguilar
- Parti de la Réunion sociale :
  - (2018 - ) : Sasil de León Villard[13]

## Chambre des députés
La Chambre des députés est composée de 500 membres élus pour une période de 3 ans et qui peuvent être réélus jusqu'à trois fois consécutives. 300 députés sont élus au suffrage universel direct dans chacun des districts électoraux (es), et les 200 autres moyennant un système de listes au sein de cinq circonscriptions fédérales (es).

### Nombre de députés par parti politique
| Parti                         | Parti                                | Députés Majorité relative | Députés Représentation proportionnelle | Total |
| ----------------------------- | ------------------------------------ | ------------------------- | -------------------------------------- | ----- |
|                               | Parti action nationale               | 39                        | 39                                     | 78    |
|                               | Parti révolutionnaire institutionnel | 9                         | 38                                     | 47    |
|                               | Parti de la révolution démocratique  | 6                         | 5                                      | 11    |
|                               | Parti du Travail                     | 25                        | 3                                      | 28    |
|                               | Parti vert écologiste du Mexique     | 4                         | 7                                      | 11    |
|                               | Mouvement Citoyen                    | 17                        | 11                                     | 28    |
|                               | Mouvement de régénération nationale  | 167                       | 91                                     | 258   |
|                               | Parti de la Réunion sociale          | 29                        | 0                                      | 29    |
|                               | Sans parti                           | 3                         | 6                                      | 9     |
| Total                         | Total                                | 299                       | 200                                    | 499   |
| Source : Chambre des députés. |                                      |                           |                                        |       |

### Présidents de la Chambre des députés
- (2018 - 2019) : Porfirio Muñoz Ledo (es)[15] (Morena)
- (2019 - 2020) : Laura Rojas Hernández (PAN)
- (2020 -) : Dulce María Sauri Riancho (PRI)

### Coordinateurs parlementaires
- Partie action nationale :
  - (2018 - ) : Juan Carlos Romero Hicks[4]
- Parti révolutionnaire institutionnel :
  - (2018 - ) : René Juárez Cisneros[16]
- Parti de la révolution démocratique :
  - (2018 - 2019) : Ricardo Gallardo Cardona[17]
  - (2019 - ) : Verónica Juárez Piña[18]
- Parti du travail :
  - (2018 - ) : Reginaldo Sandoval Flores[19]
- Parti vert écologiste du Mexique :
  - (2018 - ) : Arturo Escobar y Vega[10]
- Mouvement citoyen :
  - (2018) : Alberto Esquer Gutiérrez[11]
  - (2018 - ) : Itzcóatl Tonatiuh Bravo Padilla[20]
- Mouvement de régénération nationale :
  - (2018 - ) : Mario Delgado Carrillo[21]
- Parti de la Réunion sociale :
  - (2018 - 2019) : Fernando Manzanilla Prieto[13]
  - (2019 - ) : Olga Juliana Elizondo Guerra[22]